# Aquele Casal
Aquele Casal é um curta-metragem brasileiro de 2019, escrito e dirigido por William de Oliveira. O filme teve sua estreia no Olhar de Cinema – Festival Internacional de Curitiba e foi selecionado para festivais como a Mostra de Cinema de Tiradentes, Festival Mix Brasil, Goiânia Mostra Curtas, entre outros. A estreia internacional aconteceu no Festival Internacional do Novo Cinema Latino-Americano de Havana, em Cuba. Ao todo, o filme foi selecionado para mais de trinta festivais e exibido em oito países, entre eles Suíça, Panamá, Coreia do Sul, Holanda, Chile, Argentina e Alemanha.
O curta é estrelado por Luiz Bertazzo e Vinicius Sant, que interpretam um casal vítima de um crime de ódio.

## Sinopse
Após de ser vítima de um violento ataque homofóbico, um casal tenta superar o trauma e seguir em frente. 

## Elenco
- Luiz Bertazzo como Marco
- Vinicius Sant como Luciano

## Recepção

### Crítica
O crítico Bruno Carmelo, do site Papo de Cinema, escreveu que "da primeira à última imagem, o projeto faz menção ao corpo dolorido, à dignidade fragilizada e ao senso de impotência. Começamos numa cama triste e fria, onde os amantes evitam a comunicação, e terminamos num aceno discretamente otimista, porém ainda centrado no medo. O discurso se foca num período específico do processo de cura, tornando-se mais realista do que tantas obras reforçando a crença ingênua de que o tempo repara todos os males". O crítico também destaca a boa performance do elenco, pois, segundo ele "os silêncios estão repletos de tensão – sabemos exatamente o que cada namorado pensa, e o que gostaria de ter dito ao outro quando se cala. Nenhum ator entra vazio em cena, como se diria no teatro. A incapacidade de gritar aos quatro cantos o absurdo de um ato bárbaro diz muito a respeito do estado emocional destes homens".

## Prêmios
Ganhou o prêmio de Melhor Filme, Melhor Roteiro e Melhor Ator (Luiz Bertazzo) no Festival Curta Taquary em 2020.
Ganhou o prêmio de Melhor Roteiro e Melhor Montagem no Festival Curta Caicó em 2020.